# Frauke Geyken
Frauke Geyken (* 1963) ist eine deutsche Historikerin und Sachbuchautorin.

## Ausbildung und Wirken
Frauke Geyken studierte Geschichte, Skandinavistik und Anglistik in Göttingen sowie in Lund und promovierte im Jahr 2000 an der Georg-August-Universität Göttingen mit einer Dissertation zum Thema „Gentlemen auf Reisen. Das britische Deutschlandbild im 18. Jahrhundert“ zum Dr. phil. Zuvor war sie 1995/96 Wissenschaftliche Mitarbeiterin an der Niedersächsischen Staats- und Universitätsbibliothek Göttingen und 1996/97 Wissenschaftliche Mitarbeiterin am Bergbaumuseum Weltkulturerbe Rammelsberg in Goslar. 2000–2006 war sie Wissenschaftliche Assistentin am Lehrstuhl für Mittlere und Neuere Geschichte von Hermann Wellenreuther an der Universität Göttingen. Ab 2008 war Geyken freie Historikerin und historische Publizistin. 2014–2016 war sie erneut als Wissenschaftliche Mitarbeiterin am Seminar für Mittlere und Neuere Geschichte der Universität Göttingen beschäftigt. 2020–2023 war sie Mitarbeiterin des Bundesinstituts für Kultur und Geschichte der Deutschen im östlichen Europa in Oldenburg und dort zuständig für Heimatmuseen. Seit 2024 arbeitet sie wieder freiberuflich, und zwar unter anderem an einer Biografie über die Widerstandskämpferin Annedore Leber. Zudem sie ist Mitherausgeberin der Webseite Die Zeitschrift Mosaik 1947–1949, einem Projekt zu der von Annedore Leber herausgegebenen Zeitschrift.
Frauke Geykens Forschungsschwerpunkte sind: Geschichte des Widerstands gegen den Nationalsozialismus (insbesondere Widerstand von Frauen), Kultur und Geschichte Großbritanniens im 18. Jahrhundert, deutsch-britische Beziehungen vom 18. bis zum 21. Jahrhundert, Geschichte der deutschen Frauenbewegung. Sie veröffentlichte u. a. auch zur Geschichte der Evangelisch-Reformierten Kirchengemeinde Hannover und gab gemeinsam mit Gesa Snell eine Kleine Kulturgeschichte des Reisens im Weserbergland heraus.
Geyken wirkt als Beisitzerin im Geschichtsverein für Göttingen und Umgebung, betreut (zusammen mit Sigrun und Wolfgang Greber) die Internet-Redaktion des Vereins und ist (zusammen mit der Göttinger Stadtarchivarin Sigrid Dahmen) Chefredakteurin der Vereins-Reihe Göttinger Jahrbuch.

## Schriften (Auswahl)
- Gentlemen auf Reisen. Das britische Deutschlandbild im 18. Jahrhundert (= Campus Forschung; Bd. 845). Dissertation 2000 an der Universität Göttingen, Campus-Verlag, Frankfurt am Main und New York 2002, ISBN 978-3-593-37130-6 und ISBN 3-593-37130-8; Inhaltsverzeichnis
- (mit Karin Kürten, Burghardt Sonnenburg): 300 Jahre Evangelisch-Reformierte Kirchengemeinde Hannover. 1703–2003. Festschrift zum Jubiläum. Hrsg. Presbyterium der Evangelisch-Reformierten Kirchengemeinde Hannover, Hannover 2003, ISBN 978-3-00-010631-6.
- (Hrsg. mit Gesa Snell): Im Sonnenstrahl durchs Wesertal. Kleine Kulturgeschichte des Reisens im Weserbergland, Niemeyer, Hameln 2003, ISBN 978-3-8271-9037-6 und ISBN 3-8271-9037-1
- Wir standen nicht abseits. Frauen im Widerstand gegen Hitler. Beck, München 2014, ISBN 978-3-406-65902-7 und ISBN 3-406-65902-0; Inhaltsverzeichnis
- Freya von Moltke. Ein Jahrhundertleben. 1911–2010 (= C. H. Beck Paperback, Bd. 6023). 3. Auflage, Beck, München 2014, ISBN 978-3-406-67287-3 und ISBN 3-406-67287-6; Inhaltsverzeichnis
- Zum Wohle Aller. Geschichte der Georg-August-Universität Göttingen von ihrer Gründung 1737 bis 2019. Steidl Verlag, Göttingen 2019, ISBN 978-3-95829-651-0.
- (Hrsg. mit Michael Sauer): Zugänge zur Public History. Formate - Orte - Inszenierungsformen. Wochenschau Verlag, Frankfurt 2019, ISBN  978-3-7344-0823-6
- Gerhard und Sabine Leibholz. Auch eine Geschichte der Familie Bonhoeffer. Wallstein, Göttingen 2024, ISBN 978-3-8353-5711-2